# Els Mínions
Els Mínions (títol original: Minions) és una pel·lícula estatunidenca de comèdia i d'animació per ordinador dirigida per Pierre Coffin i Kyle Balda. És una preqüela derivada de la sèrie de films Gru, el meu dolent preferit, produïda per Illumination Entertainment per a Universal Pictures. S'estrenà a Londres l'11 de juny del 2015, i en català el 3 de juliol del mateix any.
Fou el cinquè film amb més recaptació de l'any 2015 i el dissetè de tots els temps, amb uns ingressos de més de 1.100 milions de dòlars.

## Argument
Els mínions han existit de fa milers d'anys amb l'únic objectiu de servir els dolents.
Després que la seva estupidesa va destruir tots els seus amos, inclòs un Tiranosaure Rex (caigut en un volcà), un home prehistòric (devorat per un ós), un faraó (aixafat sota una piràmide amb tota la seva gent), Napoleó (havent rebut un cop de canó) i Dràcula (exposat a la llum del sol), decideixen aïllar-se del món i començar una nova vida a l'Àrtida. Molts anys després, l'any 1968, l'absència d'un mestre els empeny a la depressió. En Kevin, l'Stuart i en Bob surten a buscar un nou líder i van a parar a la gran trobada de superdolents d'Orlando, on la malvada Scarlet els fa un encàrrec.
Scarlett confia a Kevin, Stuart i Bob la missió de robar la corona reial per tal d'esdevenir reina d'Anglaterra. Però l'inesperat es produeix: Bob aconsegueix treure l'Excalibur del seu penyal i esdevé el mateix rei d'Anglaterra. Sentint-se traïda, Scarlett se'n pren a ells, però Bob decideix de cedir-li la seva plaça. Algunes hores més tard, l'entronització de Scarlett al tron gira al malson: Bob i Stuart són capturats per aquesta última qui no pot perdonar-los el que considera com una traïció.
Kevin, havent aconseguit a escapar-se, no té d'altra tria que de volar a l'auxili dels seus companys. Salva els seus dos camarades i s'enfronta a Scarlett. Tots els altres Minions que van venir a unir-se a Kevin, Stuart i Bob a Anglaterra arriben just a temps per assistir a aquest combat final.
Fan la trobada de Gru, el seu nou mestre lleig i dolent, vingut ell també per robar la corona d'Anglaterra.

## Repartiment
- Pierre Coffin: Kevin, Stuart i Bob[4]
- Sandra Bullock: Scarlet Overkill
- Jon Hamm: Herb Overkill
- Michael Keaton: Walter Nelson
- Allison Janney: Madge Nelson[5]
- Steve Coogan: El professor Flux i el guarda de la Torre de Londres
- Geoffrey Rush: el narrador[6]
- Jennifer Saunders: la reina Elisabeth II[7]
- Katy Mixon: Tina Nelson
- Hiroyuki Sanada: Dumo, el sumo
- Laraine Newman: Ticket Taker
- Chris Renaud: els Minions
- Steve Carell: Gru (jove)
- Jess Harnell, Bill Farmer, Bob Bergen, John Cygan, Danny Mann, Daamen J. Krall, Jim Cummings, Tom Kenny, John Kassir, Christian Potenza, Mindy Sterling i Tara Strong: veus addicionals

## Continuació
Anunciada al gener 2017, una continuació, titulada Minions: L'origen de Gru és previst per al juliol de 2022.